# Melinaea phasiana
Melinaea phasiana är en fjärilsart som beskrevs av Butler 1870. Melinaea phasiana ingår i släktet Melinaea och familjen praktfjärilar. Inga underarter finns listade i Catalogue of Life.